# Dichagyris wolfi
Dichagyris wolfi är en fjärilsart som beskrevs av Hermann Hacker 1985. Dichagyris wolfi ingår i släktet Dichagyris och familjen nattflyn. Inga underarter finns listade i Catalogue of Life.